# Sébastien Grosjean
Sébastien Grosjean   (Marsella, 29 de maig de 1978) és un tennista professional francès retirat i entrenador.
En el seu palmarès consten quatre títols individuals i cinc en dobles masculins del circuit professional ATP que li va permetre arribar al quart i al 52è llocs dels rànquings respectius. Va formar part de l'equip francès de Copa Davis en diverses ocasions i va guanyar l'edició de l'any 2001.
Després de la seva retirada va exercir com a entrenador de tennis, destacant Richard Gasquet i Nick Kyrgios. També fou nomenat capità de l'equip francès de Copa Davis l'any 2018.

## Biografia
Es va casar amb Marie-Pierre el 16 de novembre de 1998, el matrimoni va tenir tres fills: Lola (1998), Tom (2002) i Sam (2006). La família es va trasllada a Boca Raton (Estats Units) i Grosjean va entrenar en l'Evert Tennis Academy.
Junt al seu amic i tennista Arnaud Clément van escriure el llibre Passing Potes sobre la seva amistat i relació amb el món del tennis.

## Palmarès

### Individual: 13 (4−9)
| Llegenda (pre/post 2009)                                 |
| -------------------------------------------------------- |
| Grand Slams (0−0)                                        |
| Tennis Masters Cup / ATP Finals (0−1)                    |
| ATP Masters Series / ATP World Tour Masters 1000 (1−1)   |
| ATP International Series Gold / ATP World Tour 500 (0−1) |
| ATP International Series / ATP World Tour 250 (3−6)      |

| Títols per superfície |
| --------------------- |
| Dura (1−4)            |
| Gespa (1−2)           |
| Terra batuda (0−3)    |
| Moqueta (2−0)         |

| Resultat  | Núm. | Data                   | Torneig                               | Superfície   | Oponent             | Marcador                 |
| --------- | ---- | ---------------------- | ------------------------------------- | ------------ | ------------------- | ------------------------ |
| Finalista | 1.   | 29 de març de 1999     | Miami, Estats Units                   | Dura         | Richard Krajicek    | 6−4, 1−6, 2−6, 5−7       |
| Finalista | 2.   | 2 de maig de 1999      | Atlanta, Estats Units                 | Terra batuda | Stefan Koubek       | 1−6, 2−6                 |
| Finalista | 3.   | 17 d'abril de 2000     | Casablanca, Marroc                    | Terra batuda | Fernando Vicente    | 4−6, 6−4, 6−7(3)         |
| Guanyador | 1.   | 25 de juny de 2000     | Nottingham, Regne Unit                | Gespa        | Byron Black         | 7−6(7), 6−3              |
| Finalista | 4.   | 19 de febrer de 2001   | Marsella, França                      | Dura         | Ievgueni Kàfelnikov | 6−7(5), 2−6              |
| Guanyador | 2.   | 5 de novembre de 2001  | París, França                         | Moqueta (i)  | Ievgueni Kàfelnikov | 7−6(3), 6−1, 6−7(5), 6−4 |
| Finalista | 5.   | 18 de novembre de 2001 | Tennis Masters Cup, Sydney, Austràlia | Dura         | Lleyton Hewitt      | 3−6, 3−6, 4−6            |
| Guanyador | 3.   | 27 d'octubre de 2002   | Sant Petersburg, Rússia               | Dura         | Mikhaïl Iujni       | 7−5, 6−4                 |
| Finalista | 6.   | 15 de juny de 2003     | Londres, Regne Unit                   | Gespa        | Andy Roddick        | 3−6, 3−6                 |
| Finalista | 7.   | 5 d'octubre de 2003    | Tòquio, Japó                          | Dura         | Rainer Schüttler    | 6−7(5), 2−6              |
| Finalista | 8.   | 13 de juny de 2004     | Londres (2)                           | Gespa        | Andy Roddick        | 6−7(4), 4−6              |
| Finalista | 9.   | 25 d'abril de 2005     | Houston, Estats Units                 | Terra batuda | Andy Roddick        | 2−6, 2−6                 |
| Guanyador | 4.   | 28 d'octubre de 2007   | Lió, França                           | Moqueta      | Marc Gicquel        | 7−6(5), 6−4              |

### Dobles femenins: 7 (5−2)
| Llegenda (pre/post 2009)                                 |
| -------------------------------------------------------- |
| Grand Slams (0−0)                                        |
| Tennis Masters Cup / ATP Finals (0−0)                    |
| ATP Masters Series / ATP World Tour Masters 1000 (1−0)   |
| ATP International Series Gold / ATP World Tour 500 (0−0) |
| ATP International Series / ATP World Tour 250 (4−2)      |

| Títols per superfície |
| --------------------- |
| Dura (3−1)            |
| Gespa (0−0)           |
| Terra batuda (1−0)    |
| Moqueta (1−1)         |

| Resultat  | Núm. | Data                  | Torneig                    | Superfície   | Parella            | Oponents                        | Marcador      |
| --------- | ---- | --------------------- | -------------------------- | ------------ | ------------------ | ------------------------------- | ------------- |
| Guanyador | 1.   | 17 d'abril de 2000    | Casablanca, Marroc         | Terra batuda | Arnaud Clément     | Lars Burgsmüller Andrew Painter | 7−6(4), 6−4   |
| Finalista | 1.   | 14 d'octubre de 2001  | Lió, França                | Moqueta      | Arnaud Clément     | Daniel Nestor Nenad Zimonjić    | 1−6, 2−6      |
| Guanyador | 2.   | 28 de juliol de 2002  | Los Angeles, Estats Units  | Dura         | Nicolas Kiefer     | Justin Gimelstob Michaël Llodra | 6−4, 6−4      |
| Guanyador | 3.   | 16 de febrer de 2003  | Marsella, França           | Dura         | Fabrice Santoro    | Tomáš Cibulec Pavel Vízner      | 6−1, 6−4      |
| Guanyador | 4.   | 21 de març de 2004    | Indian Wells, Estats Units | Dura         | Arnaud Clément     | Wayne Black Kevin Ullyett       | 6−3, 4−6, 7−5 |
| Guanyador | 5.   | 28 d'octubre de 2007  | Lió                        | Moqueta      | Jo-Wilfried Tsonga | Łukasz Kubot Lovro Zovko        | 6−4, 6−3      |
| Finalista | 2.   | 1 de novembre de 2009 | Lió                        | Dura         | Arnaud Clément     | Julien Benneteau Nicolas Mahut  | 4−6, 6−7(6)   |

## Trajectòria

### Individual
| Open d'Austràlia | A           | Q2          | 1R          | 3R     | SF          | 2R          | QF          | QF     | 2R          | QF          | 3R          | 3R     | A      | 1R     | 0 / 11    | 25 – 11   |
| Roland Garros | 1R          | 1R          | 3R          | 3R     | SF          | QF          | 2R          | 2R     | 4R          | 2R          | 1R          | A      | A      | A      | 0 / 11    | 19 – 11   |
| Wimbledon | Q3          | 4R          | 3R          | 1R     | 3R          | A           | SF          | SF     | QF          | 3R          | 2R          | 2R     | A      | A      | 0 / 10    | 25 – 10   |
| US Open | Q1          | 1R          | 1R          | 3R     | 1R          | 2R          | 1R          | 2R     | 3R          | 2R          | 3R          | 1R     | A      | A      | 0 / 11    | 9 – 11    |
| Jocs Olímpics | No celebrat | No celebrat | No celebrat | A      | No celebrat | No celebrat | No celebrat | QF     | No celebrat | No celebrat | No celebrat | A      | NC     | NC     | 0 / 1     | 3 – 1     |
| Tennis Masters Cup | Absent      | Absent      | Absent      | Absent | F           | Absent      | Absent      | Absent | Absent      | Absent      | Absent      | Absent | Absent | Absent | 0 / 1     | 3 – 2     |
| Total Victòries−Derrotes | 0−5         | 16−19       | 36−28       | 44−26  | 51−26       | 43−22       | 36−21       | 28−15  | 30−23       | 27−21       | 21−18       | 7−15   | 1−5    | 1−3    | 341 – 247 | 341 – 247 |
| Rànquing a final d'any | 141         | 89          | 27          | 19     | 6           | 17          | 10          | 15     | 26          | 28          | 53          | 172    | 678    | 720    |           |           |
| Llegenda: G: Guanyador; F: Finalista; SF: Semifinalista; QF: Quarts de final; Q: Qualificació; A: Absent; RR: Round Robin; NC: No celebrat |             |             |             |        |             |             |             |        |             |             |             |        |        |        |           |           |

### Dobles masculins
| Open d'Austràlia | A    | A           | A           | A           | A   | 3R          | A           | A           | A     | A           | 1R          | 1R          | 2R  | A   | 0 / 4    | 3 – 4    |
| Roland Garros | 1R   | 1R          | 1R          | 1R          | 1R  | A           | A           | A           | A     | A           | A           | 1R          | 1R  | 1R  | 0 / 8    | 0 – 8    |
| Wimbledon | A    | A           | A           | A           | A   | A           | A           | A           | A     | A           | A           | A           | A   | A   | 0 / 0    | 0 – 0    |
| US Open | A    | A           | A           | A           | A   | A           | 2R          | A           | 1R    | 1R          | 1R          | 1R          | 3R  | A   | 0 / 6    | 3 – 6    |
| Jocs Olímpics | A    | No celebrat | No celebrat | No celebrat | A   | No celebrat | No celebrat | No celebrat | 1R    | No celebrat | No celebrat | No celebrat | A   | NC  | 0 / 1    | 0 – 1    |
| Total Victòries−Derrotes | 0−1  | 1−2         | 1−5         | 1−6         | 7−8 | 10−9        | 12−11       | 9−5         | 12−10 | 6−12        | 6−9         | 10−11       | 4−8 | 3−3 | 82 – 100 | 82 – 100 |
| Rànquing a final d'any | 1160 | 475         | 530         | 527         | 133 | 114         | 93          | 118         | 71    | 176         | 154         | 96          | 252 | 289 |          |          |
| Llegenda: G: Guanyador; F: Finalista; SF: Semifinalista; QF: Quarts de final; Q: Qualificació; A: Absent; RR: Round Robin; NC: No celebrat |      |             |             |             |     |             |             |             |       |             |             |             |     |     |          |          |